# Rolf Habben Jansen
Rolf Eric Habben Jansen (* 27. August 1966 in Spijkenisse, Niederlande) ist ein niederländischer Logistik-Manager, seit 1. Juli 2014 Vorstandsvorsitzender der Hapag-Lloyd AG mit Sitz in Hamburg.

## Leben und beruflicher Werdegang
Geboren wurde Rolf Habben Jansen 1966 in der südholländischen Stadt Spijkenisse, bei Rotterdam. Sein Vater war niedergelassener Hausarzt in IJsselstein.
Rolf Habben Jansen studierte von 1985 bis 1991 an der Erasmus-Universität Rotterdam Wirtschaftswissenschaften. Nach dem Studium begann er seine Karriere zunächst als Trainee bei der niederländischen Reederei Nedlloyd in Rotterdam, die 1996 durch Fusion mit der britischen P&O zur P&O Nedlloyd firmierte. 2000 wechselte er zum Logistikkonzern Danzas in die Schweiz und übernahm ab Januar 2009 die Führung der Damco A.S., ein auf See- und Luftfracht spezialisiertes Unternehmen der dänischen A.-P.-Møller-Mærsk-Gruppe. 2013 bestimmte der Aufsichtsrat von Hapag-Lloyd, unter dem damaligen Aufsichtsratsvorsitzenden Jürgen Weber, Habben Jansen zum künftigen Vorstandsvorsitzenden des Konzerns. Diesen Posten übernahm er 2014 von Michael Behrendt, der seinerseits zum Aufsichtsratsvorsitzenden gewählt wurde.
Im März 2024 wurde Habben Jansens Vertrag als CEO mit Hapag-Lloyd bis zum 31. März 2029 verlängert.
Als Vorstandsvorsitzender der Hapag-Lloyd AG verantwortete er – Stand 12/2024 – eine Flotte von 299 modernen Containerschiffen, die mit 16.905 Mitarbeitern weltweit einen Jahresumsatz von 19,112 Mrd. Euro erwirtschafteten.

## Weitere Funktionen und Mitgliedschaften
Von November 2020 bis Dezember 2024 war er Co-Vorsitzender des World Shipping Council mit Sitz in Washington, D.C., USA. Weiterhin ist Habben Jansen seit Dezember 2015 „Independent Director“ der weltweit größten Flotte von Produkten- und Chemikalientankern, Stolt-Nielsen Limited (SNL) mit Sitz in Bermuda.

## Persönliches
Rolf Habben Jansen ist verheiratet und hat zwei Töchter.
Sein jüngerer Bruder ist Edward (Eddy) Habben Jansen (* 1969), der ehemalige, langjährige Direktor des Hauses für Demokratie und Rechtsstaatlichkeit (ProDemos) in Den Haag.